# Unità operative di primo intervento
Le Unità Operative di Primo Intervento (UOPI) sono squadre specializzate della Polizia di Stato strategicamente dislocate sul territorio nazionale, dipendenti dalla Direzione Centrale Anticrimine ed organizzate a livello nazionale in sezioni interne e distaccate incardinate presso specifici Reparti Prevenzione Crimine.
Sono inoltre dislocate sezioni UOPI presso le sedi della polizia dell'immigrazione e delle frontiere site negli aeroporti di Milano Malpensa, Roma Fiumicino e Venezia.
Inoltre, in considerazione del perdurare della minaccia terroristica internazionale che ha spesso colpito luoghi turistici e di culto, è stata istituita una sezione UOPI presso l'Ispettorato di Pubblica Sicurezza "Vaticano".

## Storia
Le UOPI sono state create nell'aprile 2015 dal Dipartimento della pubblica sicurezza ed inserite inizialmente all'interno degli Uffici Prevenzione Generale e Soccorso Pubblico delle questure di 20 città considerate a maggior rischio terrorismo. L'idea nasce a seguito degli attentati di Parigi con l'obiettivo di costituire una risposta rapida e capillarizzata agli attacchi terroristici perpetrati sempre con maggior frequenza attraverso l'utilizzo di armi automatiche, andando a soddisfare tale necessità mediante la creazione di unità equipaggiate ed addestrate in maniera specifica rispetto alle forze di polizia impiegate ordinariamente nel controllo del territorio.
Dal 2018 le unità inserite presso le questure sono state incardinate all'interno di specifici reparti prevenzione crimine, alle dipendenze della Direzione centrale anticrimine.
Nel 2020 le UOPI sono divenute parte integrante delle Squadre interventi critici (SIC) di supporto alla struttura di negoziazione della Polizia.

## Ambiti di intervento
Gli ambiti di intervento dell'UOPI sono progressivamente mutati nel tempo rispetto alla originaria vocazione di forza di intervento rapido in caso di attacco terroristico.
Le Unità Operative di Primo Intervento, infatti, oltre a concorrere al mantenimento dell’ordine e della sicurezza pubblica, anche al fine di prevenire azioni violente o di matrice terroristica: 
- concorrono ai dispositivi di prevenzione generale attuati dalle Questure, anche attraverso attività di vigilanza dinamica di obiettivi a particolare rischio di minaccia terroristica;
- gestiscono eventi di criminalità, ancorché non riferibili a contesti terroristici, ove sia gravemente compromessa la sicurezza delle persone e degli altri operatori delle Forze dell’Ordine (soggetti pericolosi, armati, barricati, ecc.);[2] [3][4]

- contribuiscono a rafforzare il dispositivo di sicurezza in occasione dei c.d. grandi eventi (sono stati dispiegati per il Giubileo 2015[5][6][7], per il G7 del 2017 e per il G20 del 2021 ed altri eventi di interesse nazionale);
- forniscono supporto ad operazioni di polizia, mediante l'eventuale messa in sicurezza dei teatri operativi e la neutralizzazione di gravi minacce; [8]
- forniscono attività di supporto alla figura del Negoziatore e supporto operativo nelle Squadre Interventi Critici.

## Selezione
Gli operatori UOPI vengono reclutati tramite specifico bando tra gli appartenenti alla Polizia di Stato che abbiano maturato almeno due anni di effettivo servizio, abbiano meno di 45 anni d'età e siano (o siano stati) impiegati in attività di controllo del territorio.
Per ogni bando vengono specificate le sedi (sezioni) a concorso e le relative esigenze di organico. Ciascun candidato potrà concorrere per una sola sede.
I candidati vengono selezionati da apposita commissione medica e psico-attitudinale volta ad accertare le qualità necessarie allo svolgimento dei delicati compiti devoluti alle squadre. 
Gli idonei vengono avviati al corso di addestramento di base tenuto presso la Scuola Tecnica di Polizia di Spinaceto da istruttori NOCS.
Al termine del suddetto corso, gli operatori qualificati svolgono un periodo addestrativo unitamente agli operatori già in servizio operativo, supervisionato da istruttori UOPI.
Ottenuta la qualifica è richiesta la permanenza minima presso l'UOPI di almeno 4 anni.

## Armamento
Figurano nella dotazione UOPI:
- Mitra Heckler & Koch UMP e Fucile Beretta ARX 160;
- Sistemi di puntamento Aimpoint;
- Beretta 92FS;
- Scudo balistico Universal Shield;
- Coltello Multitool Extrema Ratio;
- ulteriori supporti elettronici e tecnici per specifici impieghi.

## Veicoli
Nel parco veicoli UOPI figurano mezzi blindati come:
- Jeep Grand Cherokee;
- Land Rover Discovery 4.